# 蒲島郁夫
蒲島 郁夫（かばしま いくお、1947年〈昭和22年〉1月28日 - ）は、日本の政治家、政治学者。熊本県知事（公選第17・18・19・20代）、東京大学名誉教授、新しい日本をつくる国民会議（21世紀臨調）運営委員。専門は政治過程論、計量政治学。

## 来歴

### 生い立ち
熊本県鹿本郡稲田村（現・山鹿市鹿本町）生まれ。熊本県立鹿本高等学校卒業。高校時代は「220人中200位」の劣等生だったが、政治家、小説家、牧場主のいずれかになることを夢見ていた。高校卒業後、自動車販売会社に勤めたが3週間で辞め、地元・稲田村の農業協同組合（のちのJA鹿本）に就職した。1968年からアメリカ合衆国で農業研修に従事し、1971年にネブラスカ大学農学部に入学して畜産学を修めた（専攻は豚の精子の研究）。1974年、ネブラスカ大学農学部を卒業。ネブラスカ大学大学院修士課程に進学して農業経済学を専攻し、1977年に修士号を取得。政治学専攻に転じてハーバード大学ケネディ・スクールの博士課程に入学し、1979年にハーバード大学で政治経済学の博士号（Ph.D.）を取得した。ハーバード大学ケネディスクールではサミュエル・P・ハンティントンやシドニー・ヴァーバの指導を受ける。

### 研究者として
1980年、筑波大学社会工学系講師に着任し、1985年には助教授に、1991年には教授に昇格。1996年より筑波大学大学院国際政治経済学研究科長。1997年には東京大学大学院法学政治学研究科教授に着任し、農協の職員から東大教授に就任した異色の経歴がマスメディアを賑わせた。専攻は政治過程論や計量政治学であり、投票行動の実証的研究や、政治参加に関する政治発展理論において業績をあげた。また、東大の蒲島ゼミに所属する学生による研究書が木鐸社から刊行されている。蒲島ゼミの出身者には山田真裕や菅原琢、タレントの楠城華子、のちに熊本県庁で部下となる小野泰輔らがいる。2007年より熊本県立大学客員教授（～2008年）。

### 政治家として

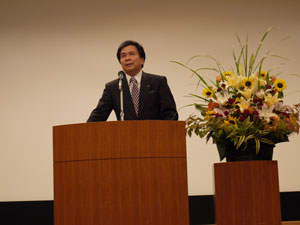
2009年5月23日、熊本県熊本市にて

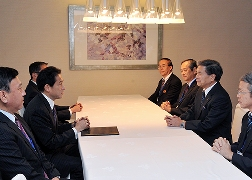
2013年10月10日、外務大臣岸田文雄と会談

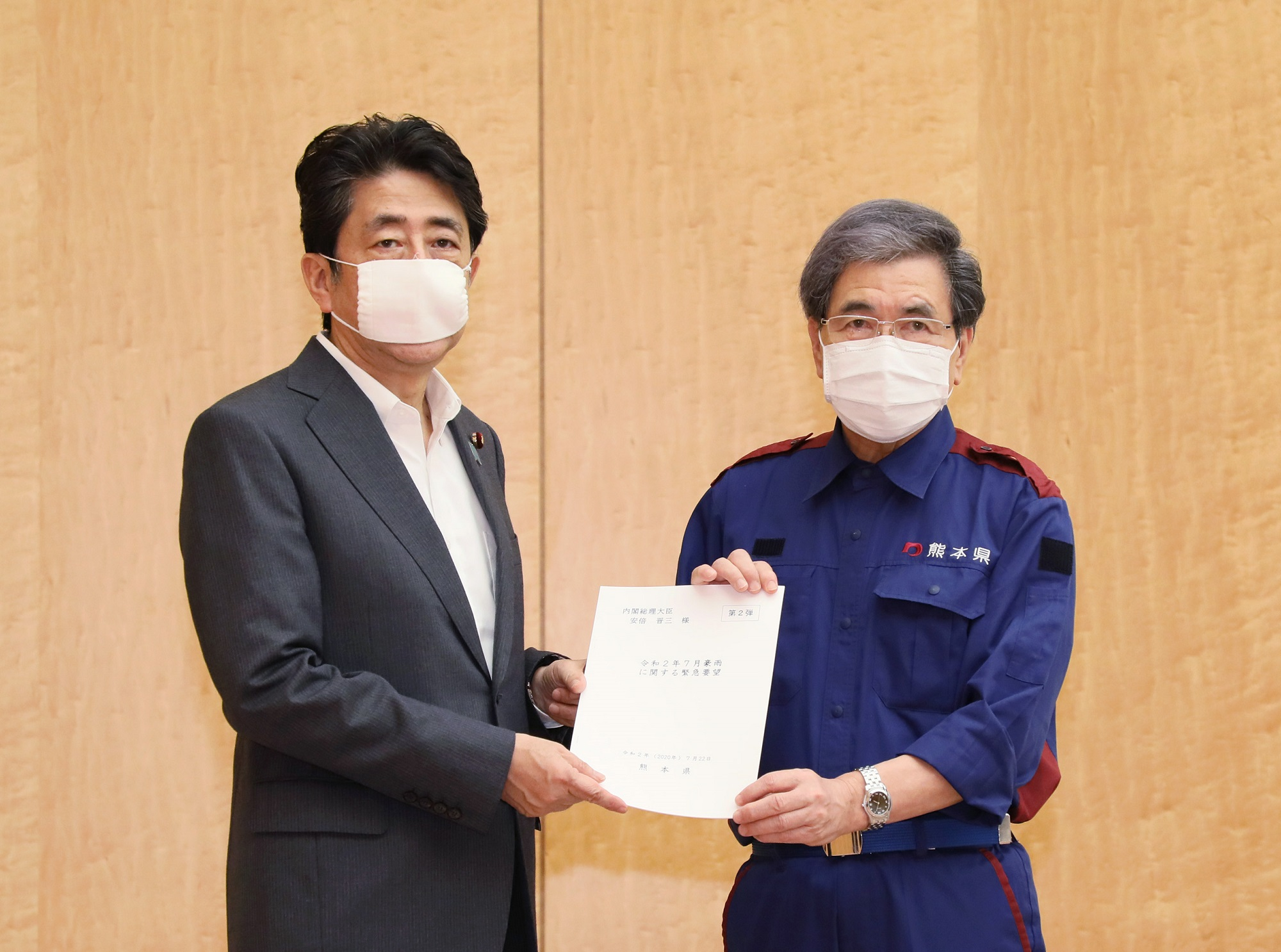
2020年7月22日、首相官邸にて。左は安倍晋三首相。

1991年、3選を目指さず勇退することを表明した細川護煕熊本県知事の後継候補として名前が挙がり、実際に出馬の要請も受けたが辞退した（衆議院議員の福島譲二が立候補し、当選）。
2008年3月5日、東京大学を退職。翌3月6日、熊本県知事選挙への立候補を届け出た。特定政党からの推薦は受けず、無所属で出馬したが、自由民主党から実質的な支援を受ける。蒲島の他に元衆議院議員で相良村長の矢上雅義や元衆議院議員の岩下栄一ら、5人が立候補した混戦を制し、4人の対立候補を大差で下して初当選した。のちに中央公論に、自分の選挙を自分で分析した論文を発表した。
知事就任後、熊本県庁において過去の不適切な経理が発覚した責任を取り、1年目の自身の知事給与を月額100万円カットし、2年目も財政再建分の3割を含めた給与の5割をカットした。
2008年6月、東京大学名誉教授。同年11月には、タレントのスザンヌを熊本県の宣伝部長に任命した。九州新幹線全通にあたってはくまモンによる観光キャンペーンを先頭に立って積極的に展開した。
2012年の熊本県知事選挙では、前回の知事選でも支援を受けた自民党をはじめ、政党や各種団体の組織的な支援を受け、対立候補を大差で下して再選。2013年1月より教育再生実行会議委員。
2016年の熊本県知事選では自民党から「公認以上の支援」を受け、前熊本市長の幸山政史ら対立候補2人を大差で破り3選。その直後の4月14日と4月16日には益城町などで震度7を記録した熊本地震により県内各地で大きな被害が発生、自衛隊の派遣要請や政府との折衝など災害対応の陣頭指揮を執った。
2020年3月22日投開票の熊本県知事選挙で前熊本市長の幸山との一騎討ちを制し4選。
2023年5月3日以降、全国の都道府県知事で最年長となる。同年12月6日、熊本県議会本会議の一般質問で「2024年3月の次期知事選挙に立候補しない」と答弁し、4期16年の任期満了を以て知事職を勇退することを表明した。

## 年譜
- 1947年1月28日 - 熊本県鹿本郡稲田村（現・山鹿市鹿本町）で出生
- 1965年3月 - 熊本県立鹿本高等学校卒業
  - 4月 - 稲田村農業協同組合入職
- 1971年9月 - ネブラスカ大学農学部入学
- 1974年5月 - ネブラスカ大学農学部卒業
- 1977年5月 - ネブラスカ大学大学院農業経済学専攻修士課程修了
- 1979年11月 - ハーバード大学ケネディスクール博士課程修了
- 1980年9月 - 筑波大学社会工学系講師
- 1984年4月 - ワシントン大学国際問題研究所客員准教授
  - 6月 - プリンストン大学国際問題研究所客員研究員
- 1985年11月 - 筑波大学社会工学系助教授
- 1991年4月 - 筑波大学社会工学系教授
- 1996年 - 筑波大学大学院国際政治経済学研究科長
- 1997年4月 - 東京大学大学院法学政治学研究科教授
- 2007年8月 - 熊本県立大学客員教授（～2008年3月）
- 2008年3月5日 - 東京大学を退官
  - 3月23日 - 熊本県知事選挙に無所属で出馬し、初当選
  - 6月 - 東京大学名誉教授
- 2012年3月25日 - 熊本県知事再選
- 2016年3月27日 - 熊本県知事三選
- 2020年3月22日 - 熊本県知事四選
- 2024年4月15日 - 熊本県知事退任

## 熊本県知事選
- 2008年熊本県知事選挙
- 2012年熊本県知事選挙
- 2016年熊本県知事選挙
- 2020年熊本県知事選挙

## 著書

### 単著
- 『政治参加』（東京大学出版会、1988年）
- 『政権交代と有権者の態度変容』（木鐸社、1998年）
- 『戦後政治の軌跡――自民党システムの形成と変容』（岩波書店、2004年）
- 『運命――農奴から東大教授までの物語』（三笠書房、2004年）
- 『逆境の中にこそ夢がある』（講談社、2008年）
- 『私がくまモンの上司です ―ゆるキャラを営業部長に抜擢した「皿を割れ」精神―』（祥伝社、2014年）

### 共著
- （綿貫譲治・三宅一郎）『平等をめぐるエリートと対抗エリート』（創文社、1985年）
- （綿貫譲治・三宅一郎・猪口孝）『日本人の選挙行動』（東京大学出版会、1986年）
- （竹中佳彦）『現代日本人のイデオロギー』（東京大学出版会、1996年）
- （竹下俊郎・芹川洋一）『メディアと政治』（有斐閣、2007年）
- （阿部博人・小沢一彦・永久寿夫・真渕勝）『はじめての政治――政治に関心を持とう 社会参加しよう』（栄光、2008年）

### 共編著
- Political System and Change: a World Politics Reader, co-edited with Lynn T. White III, (Princeton University Press, 1986).
- （サミュエル・ポプキン・谷口将紀）『政治空間の変容と政策革新（5）メディアが変える政治』（東京大学出版会、2008年）
- Changing politics in Japan, co-edited with Gill Steel, (Cornell University Press, 2009).

### 訳書
- S・ヴァーバほか『政治参加と平等――比較政治学的分析』（東京大学出版会、1981年）